# Potamites juruazensis
Potamites juruazensis — вид ящірок родини гімнофтальмових (Gymnophthalmidae). Мешкає в Бразилії і Перу.

## Поширення і екологія
Potamites juruazensis мешкають в Амазонії на південному сході Перу та в бразильських штатах Амазонас і Акрі. Вони живуть у вологих тропічних лісах. Живляться прямокрилими, личинками і багатоіжками. Відкладають яйця.